# Ортогоналізація
У лінійній алгебрі ортогоналізація — процес знаходження множини ортогональних векторів, які охоплюють певний підпростір. Формально, починаючи з лінійно незалежної множини векторів {\displaystyle \{v_{1},\dots ,v_{k}\}} у просторі внутрішнього добутку (найчастіше, евклідовому просторі Rn), результатом ортогоналізації є множина ортогональних векторів {\displaystyle \{u_{1},\dots ,u_{k}\}}, які генерують той самий підпростір, що й вектори {\displaystyle v_{1},\dots ,v_{k}}. Кожен вектор у новій множині ортогональний кожному іншому вектору в новій множині; і нова множина, і стара множина мають однакову лінійну оболонку.
Крім того, якщо потрібно, щоб результуючі вектори були одиничними, то кожен вектор нормалізують, а процес називають ортонормалізацією.
Ортогоналізація також можлива відносно будь-якої симетричної білінійної форми (не обов'язково внутрішнього добутку, не обов'язково дійсних чисел), але за цих загальніших умов стандартні алгоритми можуть зіткнутися з діленням на нуль.

## Алгоритми ортогоналізації
Методи виконання ортогоналізації:
- Процес Грама — Шмідта, який використовує проєкцію
- Перетворення Хаусхолдера, яке використовує відбиття
- Поворот Ґівенса
- Симетрична ортогоналізація, яка використовує сингулярний розклад

Під час виконання ортогоналізації на комп'ютері, зазвичай надають перевагу перетворенню Хаусхолдера над процесом Грама — Шмідта, оскільки він чисельно стійкіший, тобто помилки округлення, як правило, мають менш серйозні наслідки.
З іншого боку, процес Грама — Шмідта створює {\displaystyle j}-й ортогоналізований вектор після {\displaystyle j}-ї ітерації, тоді як ортогоналізація з використанням відбиття Хаусхолдера створює всі вектори лише в кінці. Це робить тільки процес Грама — Шмідта застосовним для ітераційних методів, таких як ітерація Арнольді.
Поворот Ґівенса легше паралелізувати, ніж перетворення Хаусхолдера.
Симетричну ортогоналізацію увів Пер-Олов Льовдін

## Локальна ортогоналізація
Щоб компенсувати втрату корисного сигналу в традиційних підходах до ослаблення шуму через неправильний вибір параметра або неадекватність припущень про зниження шуму, можна застосувати до початково знешумленої ділянки оператор зважування, щоб отримати корисний сигнал із основної зашумленої ділянки. Новий процес усунення шумів називають локальною ортогоналізацією сигналу та шуму. Він має широкий спектр застосувань у багатьох галузях обробки сигналів і сейсморозвідки.